# عنكبوت صياد
العنكبوت الصياد (الاسم العلمي: Eusparassus) هو جنس من العناكب يتبع فصيلة العناكب الصيادة.